# Sebastian Bayer
Sebastian Bayer (né le 11 juin 1986 à Aix-la-Chapelle) est un athlète allemand pratiquant le saut en longueur.

## Carrière sportive
Vice-champion d'Europe junior du saut en longueur en 2005, Bayer a également participé aux Championnats d'Europe 2006 et aux Jeux olympiques de 2008 sans parvenir à atteindre la finale.
Le 8 mars 2009, Sebastian Bayer remporte la médaille d'or des Championnats d'Europe d'athlétisme en salle 2009 de Turin et réalise à cette occasion un nouveau record d'Europe en salle du saut en longueur avec 8,71 m, améliorant de 15 centimètres l'ancienne meilleure marque continentale détenue depuis 1999 par l'Espagnol Yago Lamela. Ce saut constitue par ailleurs la deuxième meilleure performance de tous les temps en salle derrière les 8,79 m réalisés en 1984 par l'Américain Carl Lewis. 
Blessé en 2010, l'Allemand fait son retour sur les sautoirs en début de saison 2011. Il remporte le titre des Championnats d'Europe en salle de Paris-Bercy avec un bond à 8,16 m, devant le Français Kafétien Gomis et le Danois Morten Jensen.
Après des années ponctuées par de multiples blessures au genou, Sebastian Bayer annonce la fin définitive de sa carrière le 19 janvier 2018.

## Palmarès
| Date | Compétition                    | Lieu     | Résultat | Marque |
| ---- | ------------------------------ | -------- | -------- | ------ |
| 2005 | Championnats d'Europe juniors  | Kaunas   | 2e       | 7,73 m |
| 2009 | Championnats d'Europe en salle | Turin    | 1er      | 8,71 m |
| 2011 | Championnats d'Europe en salle | Paris    | 1er      | 8,16 m |
| 2011 | Championnats du monde          | Daegu    | 8e       | 8,17 m |
| 2012 | Championnats d'Europe          | Helsinki | 1er      | 8,34 m |
| 2012 | Jeux olympiques                | Londres  | 5e       | 8,10 m |
| 2013 | Championnats du monde          | Moscou   | 9e       | 7,98 m |

## Records
| Épreuve      | Performance | Lieu  | Date           |
| ------------ | ----------- | ----- | -------------- |
| En plein air | 8,49 m      | Ulm   | 4 juillet 2009 |
| En salle     | 8,71 m (RE) | Turin | 8 mars 2009    |